# Zweiter Mysore-Krieg
Der Zweite Mysore-Krieg war Teil der Mysore-Kriege und fand 1780–1784 auf dem indischen Subkontinent zwischen dem Königreich Mysore und der britischen Ostindienkompanie statt. Mysore war mit Frankreich verbündet. Die Britische Ostindien-Kompanie wurde von regulären Truppen und Streitkräften aus Hannover verstärkt. Hannover wurde zu dieser Zeit vom englischen Königshaus regiert. 
Als Reaktion auf die britische Besetzung des Hafens von Mahé, der unter französischer Verwaltung stand, eröffnete Hyder Ali, der Herrscher von Mysore, die Feindseligkeiten gegen die Briten und konnte zu Anfang einige bemerkenswerte Erfolge erzielen. Im weiteren Verlauf gelang es den Briten allerdings, sämtliche verlorenen Gebiete wieder zurückzuerobern. Sowohl Großbritannien als auch Frankreich sandten Land- und Seestreitkräfte. Nach der britischen Kriegserklärung an die Niederlande von 1780 weitete sich der Konflikt aus und auch holländische Truppen wurden involviert.

## Vorgeschichte
Hyder Ali, der Herrscher von Mysore, begegnete den britischen Expansionsbestrebungen in Indien nach dem Ersten Mysore-Krieg mit tiefem Misstrauen und schloss eine Allianz mit Frankreich, das sich seit 1778 mit Großbritannien im Krieg befand. Die britische Ostindienkompanie versuchte von Madras aus, die Franzosen aus ihren indischen Enklaven zu verdrängen. 1778 konnten sie einige französische Außenposten einnehmen und 1779 den französisch kontrollierten Hafen von Mahé einnehmen. Mahé war für Mysore von besonderer Bedeutung, da über diesen Hafen sämtliche Waffenlieferungen von Frankreich nach Mysore liefen. Darüber hinaus hatte sich Hyder Ali verpflichtet, den Hafen unter seinen Schutz zu stellen, und dazu auch Truppen abgestellt, die natürlich auch in die Kämpfe verwickelt wurden.

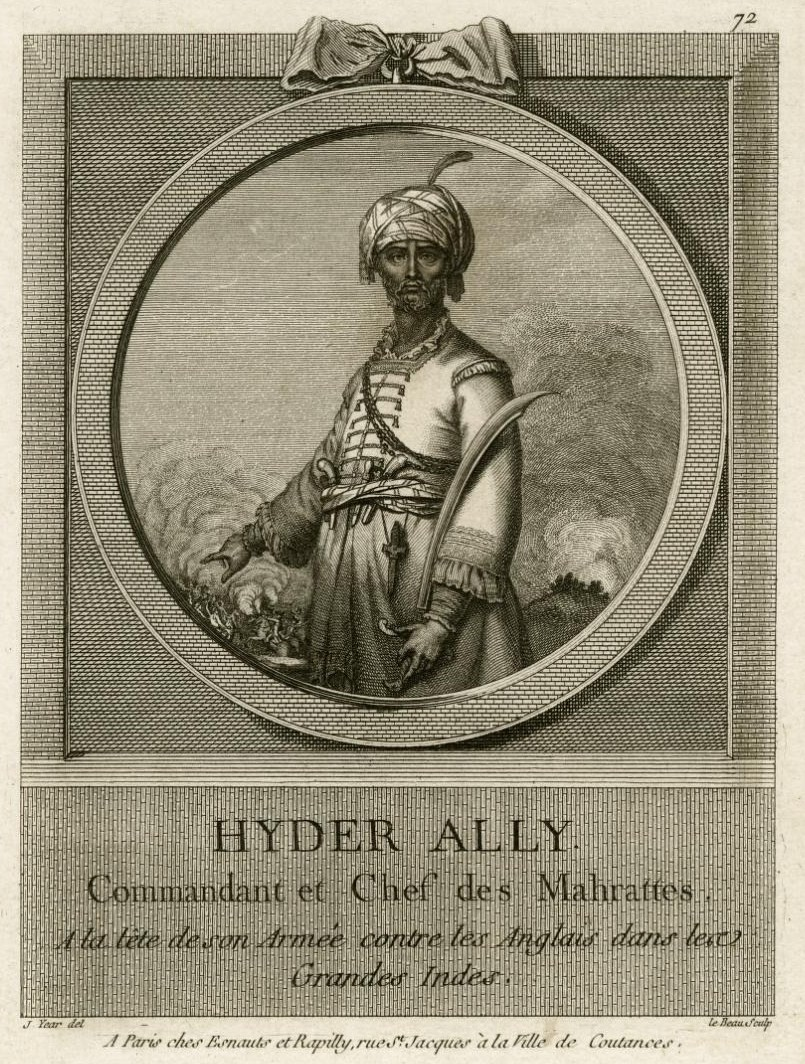
Hyder Ali 1762

## Kriegsverlauf
Im Juli 1780 drang Hyder mit einer Armee von 80.000 Mann in die Karnatik vor, um das britische Fort in Arcot zu belagern. Tipu Sultan, der Sohn von Hyder Ali, wurde mit einem Teil der Armee losgeschickt, um ein 5.000 Mann starkes britisches Entsatzheer abzufangen, das sich von Guntur aus in Bewegung gesetzt hatte. Am 10. September 1780 gelang es Tipu bei Pollilur, die britischen Einheiten erst unter heftiges Geschützfeuer zu nehmen und dann ihre Linien mit seiner Kavallerie zu zerschlagen, so dass dem britischen Kommandeur, Major-General Hector Munro, nur die Flucht blieb. Es war die bisher schwerste Niederlage der Ostindienkompanie in Indien. Munro konnte sich mit den Überlebenden seiner Streitkraft, unter Zurücklassung sämtlicher Versorgungsgüter, Richtung Madras zurückziehen. Am 3. November konnte Hyder Ali das Fort von Arcot erobern. Die Briten führten derweil weitere Verstärkung unter Sir Eyre Coote nach Madras heran.
Coote konnte Hyder 1781 in den Schlachten von Porto Novo, Sholinghur und der zweiten Schlacht von Pollilur besiegen, aber nicht entscheidend schlagen. Im Sommer 1781 traf der neue Gouverneur von Madras, Lord Macartney, ein und brachte die Nachricht von der britischen Kriegserklärung an die Niederlande mit. MacCartney ordnete an, sofort die Stützpunkte der Niederlande in Indien anzugreifen. Im November 1781 konnte der holländische Außenposten in Nagapattinam, in dem auch 2.000 Soldaten aus Mysore stationiert waren, nach einer dreiwöchigen Belagerung eingenommen werden. Hyder Ali wurde klar, dass die Briten nicht zu schlagen waren, so lange sie, dank ihrer Seestreitkräfte, unbehindert Truppen an jeder Küste anlanden konnten. Tipu Sultan konnte im Dezember 1781 einen weiteren Sieg gegen Colonel Braithwaite, bei Annagudi, für sich verbuchen und in der Folge Chittur einnehmen.
Im Sommer 1782 wurde Tipu von Hyder Ali beauftragt, mit stärkeren Kräften Richtung Malabar zu ziehen, um weitere britische Verstärkungen abzufangen. Hyder Ali starb kurz darauf an Krebs, was die Briten dazu veranlasste, ihre Operationen zu beschleunigen. Ein Entsatzherr unter General Matthews marschierte im Dezember in aller Eile Richtung Malabar. Tipu konnte auch dieses Heer bei Bednore besiegen. Matthews und viele seiner Offiziere wurden gefangen genommen, nach Seringapatam gebracht und dort hingerichtet.
1783 gelangte die Nachricht vom Frieden zwischen Frankreich und Großbritannien nach Indien, was den sofortigen Rückzug der französischen Truppen zur Folge hatte. Im September konnten die Briten Mangalore einnehmen. Tipu hingegen eroberte die Festung von Palakkad und Coimbatore.

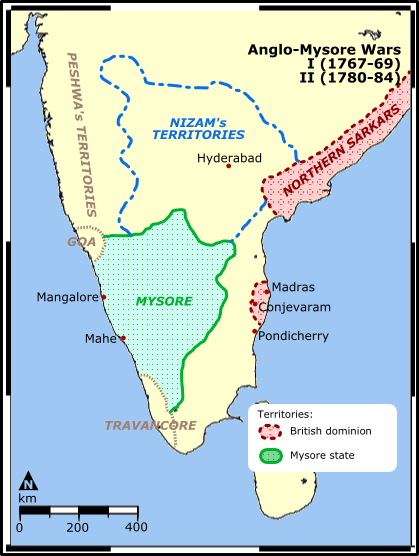
Ausgangslage 1780

## Vertrag von Mangalore
1783 traf aus London die Anweisung ein, den Krieg sofort zu beenden und Verhandlungen mit Mysore anzustreben. Tipu war zu Gesprächen erst bereit, nachdem er am 30. Januar 1784 Mangalore zurückerobern konnte. Der Krieg endete am 11. März 1784 mit dem Vertrag von Mangalore, der die Briten verpflichtete, die Grenzen von 1779 wiederherzustellen.

## Nachwirkungen
Im Vertrag von Mangalore gelang es zum letzten Mal einer indischen Macht, den Briten Bedingungen zu diktieren. In der Folge setzten die Briten alles daran, die Macht von Tipu Sultan und Mysore zu untergraben, was zu zwei weiteren Konflikten führte, die damit endeten, dass die Briten ganz Südindien kontrollierten.